# Scott White (Politiker, 1856)
Scott White (* 17. Dezember 1856 in La Grange, Texas; † 4. März 1935 in Prescott, Arizona) war ein US-amerikanischer Politiker (Demokratische Partei).

## Werdegang
Scott White, Sohn von Fannie M. Hamlett (1832–1915) und John W. White (1827–1896), wurde 1856 im Fayette County geboren und wuchs dort auf. Sein Vater war ein Händler. Die Familie war englischer Abstammung und lebte seit mehreren Generationen in den Südstaaten. Sie ließ sich im frühen Teil des 17. Jahrhunderts in Virginia nieder. Seine Mutter wurde in Semora (North Carolina) geboren. Scott White hatte mindestens zwei Brüder: James (1863–1867) und Turner (1874–1944). Seine Kindheit war vom Bürgerkrieg überschattet. Er besuchte die Trinity University in Tehuacana (Texas) und die University of Virginia in Charlottesville (Virginia). Danach war er als Steuereintreiber, Schürfer und Viehtreiber tätig und zog vor 1887 in das Arizona-Territorium.
White verfolgte auch eine politische Laufbahn. Er saß 1887 im Repräsentantenhaus des Arizona-Territoriums und von 1891 bis 1892 im Bezirksrat vom Cochise County. Von 1893 bis 1894 bekleidete er den Posten als Sheriff vom Cochise County. Danach arbeitete er von 1895 bis 1896 als Clerk am Bezirksgericht vom Cochise County. Von 1897 bis 1900 war er erneut Sheriff vom Cochise County.
1900 trat er eine Anstellung als Secretary bei der Greene Consolidated Copper Mining Company an. White wurde 1901 Kämmerer der La Cananea Consolidated Copper Mining Company, einem mexikanischen Tochterunternehmen der Greene Consolidated Copper Mining Company, welches die La Cananea Copper Mines im mexikanischen Bundesstaat Sonora betrieb. Außerdem war er ein leitender Angestellter in einer Reihe von anderen Bergbauunternehmen, welche im Arizona-Territorium und den mexikanischen Bundesstaat Sonora tätig waren. Von 1918 bis 1923 war er United States Land Office Receiver of Public Monies und von 1926 bis 1927 Arizona State Prison Superintendent in Florence.
Bei den Wahlen im Jahr 1930 kandidierte er erfolgreich für den Posten des Secretary of State von Arizona. Er erlitt dann aber bei seiner Wiederwahlkandidatur für die demokratische Nominierung im Jahr 1932 eine Niederlage. Er bekleidete den Posten von 1931 bis 1933.
Am 4. März 1935 verstarb er in Pioneers’ Home in Prescott (Yavapai County).
White war Mitglied der Cochise Loge Nr. 5 von den Free and Accepted Masons, des Tombstone Ortsverbands Nr. 4 von den Royal Arch Masons, der Tempelritter in Tucson (Pima County), des El Zaribah Temples der Ancient Arabic Order of the Nobles of the Mystic Shrine in Phoenix (Maricopa County), der Ancient Order of United Workmen und der Tucson Loge Nr. 385 der Benevolent and Protective Order of Elks.